# Unió Autonomista Navarresa
La Unió Autonomista de Navarra (UAN) va ser una coalició electoral que es va presentar a les eleccions generals espanyoles de 1977 per al Diputats per la circumscripció electoral de Navarra. En aquesta coalició electoral es van agrupar tres agrupacions polítiques nacionalistes basques: Partit Nacionalista Basc (PNB), Acció Nacionalista Basca (ANV) i Euskal Sozialista Biltzarrea (ESB), que tenien com punt programàtic comú la seva aposta per la integració de Navarra en el País Basc.
La coalició electoral va ser la cinquena formació política en Navarra amb una mica més de 18.000 vots (6,99%), per darrere d'Unió de Centre Democràtic (UCD), Partit Socialista Obrer Espanyol (PSOE), UNAI i Aliança Foral Navarresa, quedant sense representació parlamentària. Els mals resultats obtinguts per ANV i ESB a les circumscripcions de Guipúscoa, Biscaia i Àlaba van forçar a aquests partits a buscar aliances amb altres petits partits nacionalistes d'esquerres, que van conduir a la formació d'Herri Batasuna en 1978, de tal forma que la coalició UAN no va tornar a reunir-se. A les eleccions generals espanyoles de 1979, ANV i ESB es van presentar com a part de la coalició Herri Batasuna, mentre que el PNB es va presentar en solitari.